# Festival international du livre d'art et du film
Le Festival international du livre d'art et du film (FILAF) est un évènement annuel consacré à l’art et plus particulièrement à ses éditions littéraires et productions cinématographiques. Il a lieu chaque année durant la dernière semaine de juin dans le centre historique de Perpignan (Pyrénées-Orientales), depuis 2011. Le projet du FILAF vise à promouvoir, diffuser et primer les meilleurs livres et films documentaires sur l’art produits chaque année dans le monde.

## Histoire et objectifs

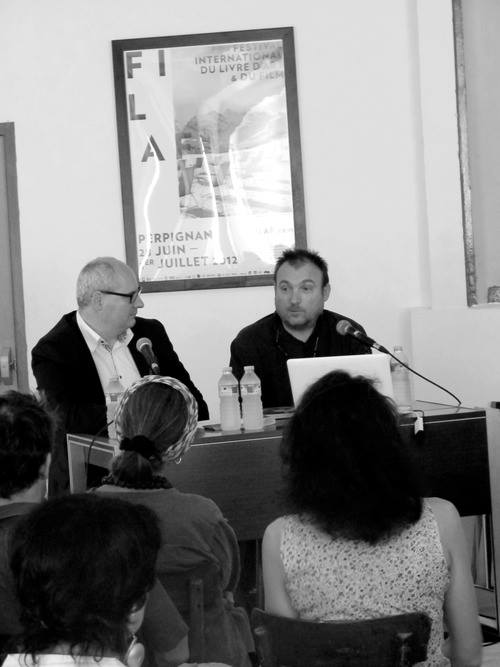
Philippe Régnier et Miquel Barceló au FILAF en 2012

Constatant l'absence dans le monde de l'édition d'une véritable manifestation ne s'intéressant qu'au livre d'art, et pareillement dans le domaine du film sur l'art, l'Association Cogito et son président Sébastien Planas créent le Festival international du livre d'art et du film à Perpignan dont la première édition a eu lieu en juin 2011.
Le festival a pour objectif de présenter au grand public une sélection des meilleurs livres et films sur l'art parus ou produits durant l'année écoulée à l'échelle internationale. Le FILAF œuvre à la promotion et à la diffusion des connaissances en art auprès du grand public avec pour support principal le livre et le film d’art. Auteurs, éditeurs, réalisateurs, producteurs et artistes sélectionnés sont invités à Perpignan afin d’y présenter leur travail. Une semaine de conférences, projections, lectures, signatures, ateliers pour enfants, tables rondes professionnelles, soirées thématiques, permettant au monde de l’art de se retrouver et de présenter au grand public ses productions les plus importantes.
Le Festival s’appuie sur un comité scientifique de professionnels, reconnus dans chacune de leur discipline, responsable de la sélection tout au long de l'année. Il mobilise également un jury annuellement renouvelé qui, à l'issue du festival, remet entre autres le FILAF d'Or, le FILAF d'Argent et le Prix Spécial du Jury (catégories "livre" et "film").

## Comité scientifique
De 2011 à 2016
- Xavier Canonne (Directeur du Musée de la photographie de Charleroi)
- Hélène Joubert (Conservatrice du Musée du Quai Branly, Paris)
- Philippe Régnier (Rédacteur en chef du Daily Art)
- Guillaume Faroult (Musée du Louvre)
- Pierre Jaubert (Bibliothèque RMN, Musée du Louvre)
- Florence Viguier (Directeur du Musée Ingres de Montauban)
- Eberhard Hinkel (Distributeur d'Interart, Paris)
- Hervé Lœvenbruck (Galerie Lœvenbruck, Paris)
- Chantal Herrmann (Rédacteur en chef de Paris Mômes)
- André Delpuech (Directeur du Musée de l'Homme, Paris)
- Bernard Benoliel (Cinémathèque française)
- Laurence Des Cars (Directrice du Musée de l'Orangerie, Paris)

2018
- Didier Brousse (Fondateur et directeur de la Galerie Camera Obscura)
- Didier Ottinger (Directeur du Centre Pompidou, Paris)
- Alexandre Curnier (Directeur du Noto Magazine)
- Samuel Hoppe (Directeur de la librairie Volume, Paris)
- Pierre Samoyault (Directeur d'Interart Paris)
- Stéphane Corréard (Directeur au salon d'art parisien Galeristes)
- Alba Zamolo (Directeur de la boutique de livres d'art jeunesse au Musée du Louvre Paris)
- Patricia Falguières (Professeure à EHESS)

2019
- Alba Zamolo (Directrice boutique de livres d'art jeunesse au Musée du Louvre, Paris)
- Matthieu Conquet (Journaliste radio à France Culture)
- Hélène Joubert (Conservatrice au Musée du Quai Branly, Paris)
- Jean-Michel Frodon (Historien, critique et journaliste de cinéma)
- Samuel Hoppe (Directeur de la librairie Volume, Paris)
- Jean-Hubert Martin (Conservateur et ancien directeur du Centre Pompidou à Paris et de la Kunsthalle de Berne)

2020
- Alba Zamolo (Directrice boutique de livres d'art jeunesse au Musée du Louvre, Paris)
- Matthieu Conquet (Journaliste radio à France Culture)
- Hélène Joubert (Conservatrice au Musée du Quai Branly, Paris)
- Jean-Michel Frodon (Historien, critique et journaliste de cinéma)
- Samuel Hoppe (Directeur de la librairie Volume, Paris)
- Stéphane Corréard (Directrice du salon d'art parisien Galeristes)
- Guillaume Kientz (Directeur du Hispanic Society Museum, New-York)
- Sébastien Gokalp (Directeur du Musée de l'histoire de l'immigration)

## Jurys
2012
> Jury
- Catherine Millet (Rédactrice en chef de Artpress et Présidente d'Honneur du Jury[1])
- Fabrice Hergott (Directeur du Musée d'Art moderne de la ville de Paris)
- Guillaume Houzé (Directeur mécénat et image du Groupe Galeries Lafayette)
- Xavier Cannone (Musée de la photographie de Charleroi)
- Pierre Thoretton (réalisateur[4])

2013
> Jury
- Robert Storr (Critique d'art et Président d'Honneur du Jury[5])
- Jean-Paul Boucheny (Réalisateur et producteur)
- Jennifer Flay (Directrice de la FIAC / Line Ouellet, directrice du Musée national des beaux-arts du Québec )
- Éric de Chassey (Directeur de l'Académie de France à Rome)
- Laurent Le Bon (Directeur du Centre Pompidou-Metz[6])
- Marta Gili (Directrice du Jeu de Paume (Paris)[7])

2014
> Jury
- Stéphane Corréard (Directeur du Salon d'art contemporain de Montrouge et Président du Jury)
- Laure Flammarion (Réalisatrice)
- Laurent Brancowitz (Musicien du groupe Phoenix et collectionneur)
- Simon Baker (Conservateur à la section Photographies au Tate Modern à Londres)
- Luciano Rigolini (Producteur chez Arte)
- Patricia Falguières (Historienne de l'art et présidente du Centre national des arts plastiques[8])

2015
> Jury
- Albert Serra (Réalisateur catalan et Président du Jury)
- Aurélien Bellanger (Auteur, Prix de Flore 2014)
- Dominique Païni (Ancien Directeur de la Cinémathèque française, critique d'art, commissaire d'expositions)
- Anne Tronche (Critique d'art)
- Nazanin Pouyandeh (Artiste iranienne[9])

2016
> Jury Livre
- Jean-Hubert Martin (Commissaire d'exposition, ancien directeur du Centre Pompidou et Président du Jury)
- Chiara Parisi (Directrice de l'action culturelle à la Monnaie de Paris)
- Olivier Gabet (Directeur du Musée des Arts Décoratifs, Paris)
- Marco Velardi (Rédacteur en Chef de la revue Apartamento)

> Jury Film
- Charles de Meaux (Réalisateur, producteur, cofondateur de Ana Sanders Films et président du jury)
- Catherine Derosier-Pouchous (Productrice des films du Musée du Louvre)
- Jean-Pierre Devillers (Réalisateur)
- Matthieu Copeland (Commissaire d'exposition et cofondateur de Ana Sanders Films)

2017
> Jury Livre 
- Nicolas Bourriaud (Directeur de Montpellier Contemporain (MoCo) et Président du Jury)
- Florence Loewy (Galerie / librairie éponyme à Paris)
- Grégoire Robinne (Fondateur des éditions Dilecta)
- Nicolas Daubanes (Artiste)

> Jury Film
- Clément Cogitore (Réalisateur et président du jury)
- Colette Barbier (Directrice de la Fondation d'entreprise Ricard)
- Vicenç Altaió i Morral (Acteur)
- Thomas Levy-Lasne (Peintre, auteur, acteur et scénariste)

2018
> Jury Livre 
- Bernard Marcadé (Critique d'art et commissaire d'expositions)
- Léa Bismuth (Critique d'art et commissaire d'expositions)
- Eric Mangion (Directeur du Centre d'Art de la Villa Arson à Nice)
- Arnaud Labelle-Rojaux (Auteur et artiste)

> Jury Film 
- Cristian Mungiu (Réalisateur, scénariste et producteur roumain et Président du Jury)
- Virginie Jacquet (Directrice de la galerie et de la librairie du Jour agnès b.)
- Eduard Escoffet (Poète catalan)
- Valérie Mréjen (Romancière, vidéaste et plasticienne)

2019
> Jury Livre 
- Marc-Olivier Wahler (Directeur de musée, commissaire d'exposition et critique d'art et Président du Jury)
- Alicia Kopf (Artiste et écrivaine)
- Christoph Doswald (Commissaire d'exposition et conférencier universitaire suisse)
- Anne-Sarah Bénichou (Directrice de la galerie éponyme dans le Marais à Paris)
- Thomas Clerc (Ecrivain, chroniqueur et performeur)

> Jury Film
- Joaquim Sapinho (Réalisateur, producteur et artiste portugais)
- Abdelkader Benchamma (Artiste plasticien)
- Morgane Tschiember (Artiste)
- Penelope Curtis (Directrice du Musée Calouste-Gulbenkian)

2020
> Jury Livre
- Bertrand Belin (Guitariste, chanteur et compositeur)
- Frank Perrin (Philosophe, critique et créateur de magazines, photographe du post-capitalisme)
- Cécile Debray (Directrice du Musée de l'Orangerie, Paris)

> Jury Film
- Lucie Rico (Réalisatrice, scénariste et romancière)
- Leopold Rabus (Peintre suisse)
- Neil Beloufa (Artiste et réalisateur)

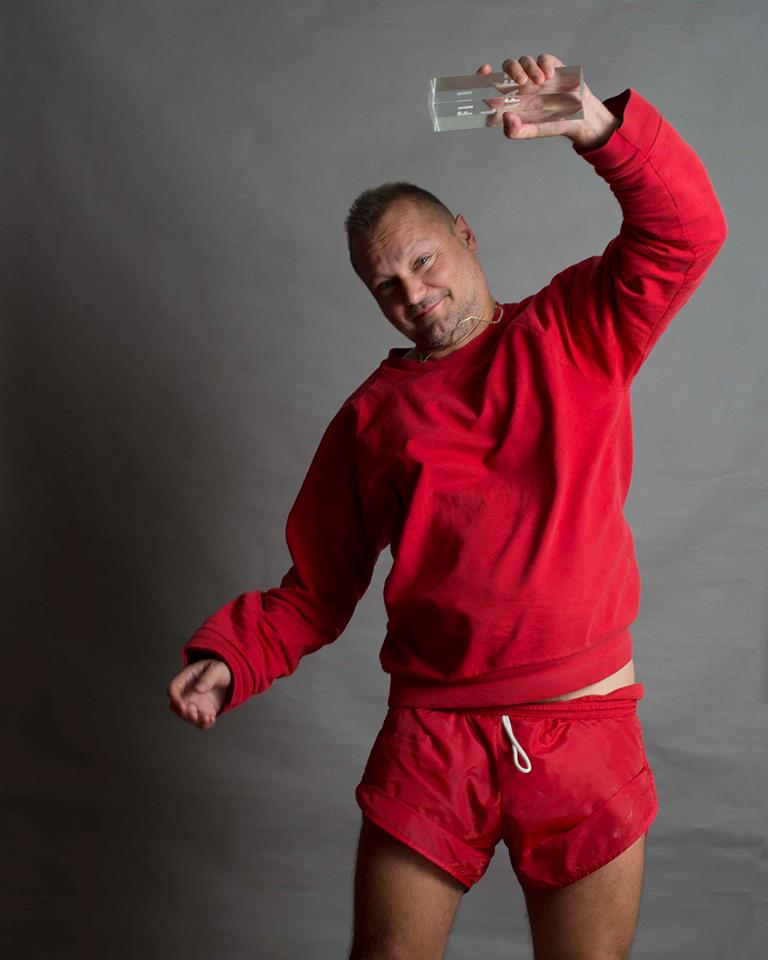
FILAF 2013 - Juergen Teller

## Invités d'honneur
- 2011 : Matali Crasset, Yves Michaud, Ferran Adrià, Werner Hoffman[10]
- 2012 : Nathalie Heinich[10], Miquel Barceló[réf. nécessaire]
- 2014 : Joan Roca i Fontané
- 2015 : Philippe Djian[11],[12],[13]
- 2016[14] : Michel Houellebecq[15],[16], Matali Crasset, Julien Carreyn, Enrique Vila-Matas, Gérard Garouste
- 2018 : Gilles Barbier, Nicolas Godin, Luke Rhinehart[17],[18]
- 2019 : Yannick Haenel, Fabrice Hyber
- 2020 : Bêka & Lemoine, Jean-Philippe Toussaint, Joan Fontcuberta, Phoenix, Olivier Assayas

## Prix d'Honneur
- 2011 : Jean-Paul Boucheny
- 2012 : Adrian Maben
- 2013 : Juergen Teller[19],[20]
- 2014 : Daniel Buren, André S. Labarthe, Roman Signer[8]
- 2015 : Sophie Calle[21],[22],[23], Agnès Varda[12], Alain Fleischer[9],[21],[22]
- 2016[24] : Bertrand Lavier, Kenneth Goldsmith
- 2017 : Jef Cornelis, Annette Messager, Jean-Michel Alberola, Jean-Yves Jouannais
- 2018 : Michel Auder, Pere Portabella, Alain Jaubert, Bruno Monsaingeon
- 2019: Raymond Pettibon, Mickael Blackwood, Collection Phares, Jaqueline Caux
- 2020 : Bêka & Lemoine, Joan Fontcuberta, Jean-Philippe Toussaint

## Expositions
- 2014 : Leopold Rabus - Till Rabus - Chad Moore - Arnaud Pyvka. Exposition collective, Galerie du FILAF, Perpignan
- 2014 : Abdelkader Benchamma, Random, Galerie du FILAF, Perpignan
- 2015 : Pascal Ferro, Galerie du FILAF, Perpignan
- 2015 : Carlos Barrantes, Galerie du FILAF, Perpignan
- 2015 / 2016 : Rodore, Galerie du FILAF, Perpignan
- 2016 : Michel Houellebecq, Before Landing, Chapelle du Tiers-Ordre, Perpignan[25],[26],[27]
- 2016 : Carine Brancowitz - Faustine Cornette de Saint Cyr. Exposition collective, Galerie du FILAF, Perpignan
- 2016 / 2017 : Cédric Torne, Galerie du FILAF, Perpignan
- 2017 : David Lynch, Works on Paper, Chapelle du Tiers-Ordre, Perpignan[28],[29]
- 2017 : Jean-Michel Alberola, Scénarios, Galerie du FILAF, Perpignan
- 2017 / 2018 : Nicolas Daubanes, Sign of the Times, Galerie du FILAF, Perpignan
- 2018 : Pierre et Gilles, Le Génie du Christianisme, Couvent des Minimes, Perpignan[30],[31],[32]
- 2018 : Alexandre Leger, Oeuvres Récentes, Galerie du FILAF, Perpignan
- 2019 : Gilles Barbier, Entretiens, Galerie du FILAF, Perpignan
- 2019: Arnaud Labelle-Rojoux et Jean-Michel Alberola, Alberolabellerojoux, Couvent des Minimes, Perpignan
- 2020 : Till Rabus, Natures Mortes Acrobatiques, FILAF Galery, Perpignan / Toma Dutter, Alexis Gallissaires, Mathieu Legrand, Clara Claus, Max Wyse, Julien Laporte, Charles-Henry Sommelette, Quentin Spohn and others, Decameron, Centro Espagnol, Perpignan

## Lauréats
2011
Livres
- Meilleur livre d’art africain : African Lace, a history of trade, creativity and fashion in Nigeria de Nath Mayo Adediran & Barbara Plankensteiner, éd Snoeck, 2010, Autriche
- Meilleur livre d'architecture : CCCP - Cosmic Communist Constructions Photographed de Frédéric Chaubin, éd Taschen, 2011, Allemagne / France
- Meilleur livre d'art moderne : Gérard Gasiorowski - Recommencer, commencer de nouveau la peinture de Thomas West, Frédéric Bonnet, Éric Mangion, Laurent Manœuvre et Erik Verhagen, éd Hajte Cantz, 2010, France / Allemagne
- Meilleur livre d'art contemporain : Monographie de Bernard Dufour de Fabrice Hergott, éd de la Différence, 2010, France
- Meilleur livre beaux-arts : Acob Van Loo, 1614-1670 de David Mandrella, éd Arthena, 2011, France
- Meilleur livre d'art au sujet d'une collection : Art and Activism : Projects of John and Dominique de Menil de Laureen Schipsi et Josef Helfenstein, éd Laureen Schipsi & Josef Helfenstein / The Menil Collection, 2010, États-Unis
- Meilleur livre d'art sur le XIXe siècle : Jean-Léon Gerôme de Laurence des Cars, Édouard Papet et Dominique de Font-Réaulx, éd Skira, Flammarion, 2010, France / États-Unis
- Meilleur livre de photographie : Fénautrigues de Jean-Luc Moulène et Marc Touitou, éd La Table Ronde, 2010, France
- Meilleur livre de cinéma : Opération Dragon de Robert Clouse de Bernard Benoliel, éd Yellow Now, 2010, Belgique
- Meilleur livre design : Campana Brothers, Complete Works (So Far) de Darrin Alfred, Deyan Sudjic, Li Edelkoort, Stephan Hamel et Cathy Lang Hö, éd Rizzoli / Albion, 2010, États-Unis
- Meilleur livre d'art jeunesse : Animaux à mimer de Alexandre Rodtchenko et Serguei Mikhaïlovitch Tretiakov, éd Memo, 2010, Russie / France
- Grand Prix du jury : African Lace, a history of trade, creativity and fashion in Nigeria de Nath Mayo Adediran & Barbara Plankensteiner, éd Snoeck, 2010, Autriche

2012
Livres
- FILAF d'Or : Scrapbook - Gilles Caron de Marianne Caron-Montely, éditions Lienart, 2012, France
- FILAF d'Argent : Saul Bass : A Life in Film & Design de Pat Kirkham et Jennifer Bass, éd Laurence King Pb, 2011, Angleterre
- Prix Spécial du Jury : Fritz Lang au travail de Bernard Eisenschitz, éd Phaïdon, 2011, Autriche

Films
- FILAF d'Or : Mendelsohn’s incessant visions de Duki Dror, 71 min, 2011 (Germany / Israël), prod. : Zigote Films[33]
- FILAF d'Argent : Marina Abramovic, the artist is present de Matthew Akers, 1h46, 2012 (États-Unis), prod. : Show of Force / HBO / MoMA
- Prix Spécial du Jury : Jean-Olivier Hucleux de Virgile Novarina, 60 min, 2011 (France), prod. : a.p.r.è.s. productions / Virgile Novarina[34]
- Prix « Coup de Cœur » : Somewhere to disappear de Laure Flammarion et Arnaud Uyttenhove, 57 min, 2011 (France), prod. : MAS Films

2013,
Livres
- FILAF d'or ex æquo: L'Art des années 60 de Anne Tronche, éditions Hazan, 2012[36]
- FILAF d'or ex æquo : Gustav Klimt, Tout l’œuvre peint de Tobias G. Natter, éd Taschen
- FILAF d'Argent : Annales du cinéma français, les voies du silence, 1895-1929 de Pierre Lherminier, éd Nouveau Monde
- Prix spécial : Fully booked, ink on paper : Design & Concepts for New Publications de Andrew Losowsky, ed Gestalten

Films
- FILAF d'or : Le siècle de Cartier- Bresson, de Pierre Assouline, 55 min, 2012 (France), prod. : Arte France / INA / Cinétévé / Fondation Henri Cartier-Bresson ;
- FILAF d'or : Sol LeWitt, de Chris Teerink, 72 min, 2012 (Pays-Bas), coprod. : Doc.eye.film / AVRO télévision
- FILAF d'Argent : Dalí, génie tragi-comique, de François et Stéphan Lévy-Kuentz, 52 min, 2012 (France), prod. : INA / Centre Georges Pompidou / AVRO / France 5 / RTBF / RAI educational / SBS
- Prix spécial du jury : Hélio Oiticica de Cesar Oiticica Filho, 94 min, 2012 (Brésil), prod. Guerrilha Filmes

2014
Livres
- FILAF d'Or : Guy de Cointet de Frédéric Paul, éd Flammarion
- FILAF d’Argent : Peter Zumthor Buildings & Projects, 1985-2013 de Thomas Durisch et Peter Zumthor, éd Scheidegger et Spiess éditions
- Prix Spécial du Jury : Lalibela : capitale de l'art monolithe d'Éthiopie de Claude Lepage et Jacques Mercier, éd Picard éditions

Films
- FILAF d'Or : Tarr Béla, I used to be a filmmaker de Jean-Marc Lamoure, prod. MPM Film
- FILAF d’Argent : The Great Museum de Johannes Holzhausen, prod. Navigator Film
- Prix Spécial du Jury : Haus Tugendhat de Dieter Reifarth, prod. Strandfilm et Pandora Film

2015
Livres
- FILAF d'Or : African modernism, The Architecture of Independence. Ghana, Senegal, Côte d'Ivoire, Kenya, Zambia de Manuel Herz, éd Park Books, Suisse, 2015
- FILAF d'Argent : Earthquakes, Mudslides, Fires & Riots: California & Graphic Design, 1936-1986 de Louise Sandhaus, éd Metropolis Books, États-Unis, 2015
- Prix Spécial du Jury : L'Industrie d'art romaine tardive de Alois Riegl, Christopher S. Wood, Emmanuel Alloa, éd Macula, France, 2014

Films
- FILAF d'Or : Paul Sharits de François Miron 85 min, 2015 (Canada), prod : Filmgrafix Production
- FILAF d’Argent : ART WAR de Marco Wilms 90 min, 2014 (Allemagne), prod : Heldenfilm / ZDF / Arte / MFG Filmförderung Baden-Württemberg
- Prix Spécial du Jury : Sobre la marxa de Jordi Morató 77 min, 2014 (Espagne), prod : La Termita Films / Universitat Pompeu Fabra

2016
Livres
- FILAF d'Or : Avant l'Avant-Garde. Du jeu en photographie, 1890-1940 de Clément Cheroux, éd. textuel France, 2015
- FILAF d'Argent : Impondérable. The Archives of Tony Oursler de Tony Oursler, JRP Ringier / Fondation Luma, Suisse / France, 2015
- Prix Spécial du Jury : Images Take Flight : Feather Art in Mexico and Europe de A. Russo, G. Wolf, D. Fane, Hirmer Publishers, Allemagne, 2016

Films
- FILAF d'Or : Malpartida, Fluxus Village de Maria Perez, 2015 (Espagne), prod : Smiz & Pixel, Agencia Audiovisual Freak
- FILAF d'Argent ex æquo : Tony Conrad, completely in the present de Tyler Hubby, 2016 (Etats-Unis), prod : Burning Bridges
- FILAF d'Argent ex æquo : Action Space de Huw Wahl, 2016, (Angleterre), prod : Huw Wahl and Amanda Ravetz

2017
Livres
- FILAF d'Or : Intimate Geometries: The Art and Life of Louise Bourgeois de Robert Storr, The Monacelli Press, Etats-Unis, 2016
- FILAF d'Argent : Après Babel, traduire de Barbara Cassin, Actes Sud / MuCEM, France, 2016
- Prix Spécial du Jury : Cedric Price Works 1952 - 2003 : A Forward-Minded Retrospective de Samantha Hardingham, Architectural Association Publications / Canadian Centre for Architecture, Angleterre / Canada, 2016
- Meilleur livre d'art jeunesse : Why is Art Full of Naked People? : And other vital questions about art de Susie Hodge, Thames & Hudson, Angleterre, 2016
- Meilleur livre théorie de l'art : Reset Modernity ! de Bruno Latour et Christophe Leclercq, Mit Press, États-Unis, 2016
- Meilleur livre photographie : Zone de sécurité temporaire de Anne-Marie Filaire, Textuel, France, 2017
- Meilleur livre beaux-arts : Les frères Le Nain, d'après les écrits de Jacques Thuillier de Serge Lemoine, Faton, France, 2016
- Meilleur livre architecture : Residential Towers de Annette Gigon, Guyer Mike, Felix Jerusalem, GTA, Suisse, 2016
- Meilleur livre graphisme : Histoire de l'écriture typographique, le XXè siècle (2 volumes) dir. Jacques André, Perrousseaux Atelier, France, 2016
- Meilleur livre art contemporain : Intimate Geometries: The Art and Life of Louise Bourgeois de Robert Storr, The Monacelli Press, Etats-Unis, 2016
- Meilleur livre art moderne : William N. Copley de Germano Celant, Fondazione Prada, The Menil Collection, Italie / Etats-Unis, 2016
- Prix du livre jeunesse médiathèque de Perpignan : Draw Like an Artist: A Self-Portrait Sketchbook de Patricia Geis, Princeton Architectural Press, États-Unis, 2016

Films
- FILAF d'Or : Where is Rocky II ? de Pierre Bismuth (FR - ALL - IT - BELG), 93 min, 2016. Prod. : The Ink Connection / Vandertastic / Frakas Productions / In Between Art Film / Vivo Film
- FILAF d'Argent : Cinema Novo de Eryk Rocha (BR), 92 min, 2016. Prod. : Coqueirao Pictures / Aruac Filmes / Canal Brasil / FM Produçoes
- Prix Spécial du Jury : Exprmntl de Brecht Debackere (BEL), 68 min, 2016. Prod. : Visualantics Production / Cinematek / RTBF / Canvas

2018
Livres
- FILAF d'Or : Philip Guston : Nixon Drawings. 1971 & 1975 de Musa Mayer et Debra Bricker Balken, Hauser & Wirth, Suisse, 2017
- FILAF d'Argent : Architecture of Counterrevolution : The French Army in Northern Algeria de Samia Henni, gta Verlag, Suisse, 2017
- Prix Spécial du Jury : Guy de Cointet - Théâtre complet de Hugues Decointet, François Piron, Marilou Thiébault, Paraguay Press, France, 2017
- Meilleur livre d'art jeunesse : 5 maisons de Dominique Ehrhard, Les grandes personnes, France, 2017
- Meilleur livre théorie de l'art : Architecture of Counterrevolution : The French Army in Northern Algeria de Samia Henni, gta Verlag, Suisse, 2017
- Meilleur livre photographie : Sally Mann, a thousand crossings de Sarah Kennel, Abrams, USA, 2018
- Meilleur livre beaux-arts : Johan Maelwael. Nijmegen - Paris - Dijon. Art around 1400 de Pieter Roelofs, Nai010, Pays-Bas, 2017
- Meilleur livre architecture : Handbook of tyranny de Theo Deutinger, Lars Muller, Suisse, 2018
- Meilleur livre art contemporain : Le monde de Topor de Laurence Engel, Frédéric Pagak et alli., Les cahiers dessinés, France, 2017
- Meilleur livre art moderne : Philip Guston : Nixon Drawings. 1971 & 1975 de Musa Mayer et Debra Bricker Balken, Hauser & Wirth, Suisse, 2017
- Meilleur livre arts premiers : Maternité. Mères et enfants dans les arts d’Afrique de Herbert M. Cole, Fonds Mercator, Belgique, 2017
- Meilleur livre musique : Ni noires, ni blanches : Histoire des musiques créoles, de Bertrand Dicale, éditions La Rue Musicale, France, 2017
- Meilleur livre art culinaire : Kalamata : La cuisine, la famille et la Grèce de Martin Bruno et Julia Sammut, Editions Keribus, 2017

Prix créé en association avec Maison Sales, Végétaux d'Art Culinaire.
- Prix du livre jeunesse médiathèque de Perpignan : 5 maisons de Dominique Ehrhard, Les grandes personnes, France, 2017

Films
- FILAF d'Or : Moriyama-San de Louise Lemoine et Ila Bêka, 2017, 107' (FR). Prod. : Bêka & Partners
- FILAF d'Argent : Beuys d'Andres Veil, 2017, 107’ (DE). Prod. : Zero one film in coproduction, Terz Filmproduktion, SWR/ARTE, WDR
- Prix Spécial du Jury : Une poétique de l'habiter de Caroline Alder et Damien Faure, 2018, 60' (FR). Prod. : Caroline Alder et Damien Faure. Film présenté en première mondiale.

2019
Livres
- FILAF d'Or : Incomputio, The birth of a style, Alterazioni Video, Fosbury Architecture Humboldt Books, Italie, 2018.
- FILAF d'Argent : Jean-Jacques Lequeu : Bâtisseur de fantasmes, L. Baridon, J-P. Garric et alli., Norma / BnF, France, 2018.
- Prix Spécial du Jury : Pascale Ogier. Ma sœur, E. Nicolas., Filigranes Editions, France, 2018.
- Meilleur livre d'art jeunesse : Art'Bracadabra, Découverte des ingrédients magiques de l'oeuvre d'art, R. Garnier., Amaterra / Centre Pompidou, France, 2018.
- Meilleur livre cinéma : Zones de guerre, J. Saab (photos), E. Sanbar, E. Adnan (textes), Éditions de l'Oeil, France, 2018.
- Meilleur livre photographie : The map and the territory, L. Ghirri, Mack Books, Allemagne, 2018.
- Meilleur livre beaux-arts : Bruegel, M. Weemans, R. L. Falkenburg., Hazan, France, 2018.
- Meilleur livre architecture : Group Ludic. L'imagination au pouvoir, X. de la Salle, D. Roditi, S. Koszel., Facteur Humain, Belgique, 2019.
- Meilleur livre art contemporain : Isidore Isou, F. Acquaviva, Édition du Griffon, Suisse, 2019.
- Meilleur livre art moderne : Bill Traylor, V. Rousseau, D. Purden., 5 Continents, Italie, 2018.
- Meilleur livre musique : Art & Vinyl : a visual record, J. Fraenkel, A. De Beaupré, Fraenkel Gallery / éditions, Antoine De Beaupré, USA / France, 2018
- Meilleur livre arts premiers : Galerie Pigalle. Afrique, Océanie, 1930, Une exposition mythique, C-W. Hourdé, N. Rolland., Somogy Editions d'Art, France, 2018.
- Meilleur livre art culinaire: Manger à l'Oeil, éd. de l'Épure / Mucem, France, 2019. Prix créé en association avec Maison Sales, Végétaux d'Art Culinaire.

Films
- FILAF d'Or : That Cloud Never Left, Yashaswini Raghunandan,, Inde | 2019 | 65’. PROD : Namita Waikar, P.Sainath, Yashaswini Raghunandan
- FILAF d'Argent : Le Premier mouvement de l’immobile, Sebastiano d'Ayala Valva, France, Italie | 2018 | 81’. PROD / DIFF : Les Films de la Butte, Ideacinema, ARTE GEIE, Radio France
- Prix Spécial du Jury

2020
Livres
- FILAF d'Or : Alternative Histories, Marius Grootveld, Jantje Engels, Guus Kaandorp, Thomas Dank, Mathias Clottu, ed. Drawing Matter, 2019
- FILAF d'Argent : Journal d'un maître d'école. Le film, un livre, Vittorio de Seta, Federico Rossin, ed. Arachnéen, 2019
- Prix spécial du Jury : Nathalie Parain, Michèle Cochet, Michel Defourny and Claude-Anne Parmegiani, ed. MéMO, 2019
- Meilleur livre art contemporain : Elizabeth Peyton: aire and angels, Elizabeth Peyton, Jules Esteves, Lucy Dahlsen, ed. National Portrait Gallery, London, 2019
- Meilleur livre beaux-arts : Black in Rembrandt's time, Elmer Kolfin and Epco Runia, ed. W. BOOKS, 2020
- Meilleur livre arts premiers : Striking Iron: the art of African blacksmiths, gathering of 18 authors, ed. Fowler Museum at UCLA, LA, 2020
- Meilleur livre musique : Jim Marshall: show me the picture - images and stories from a photography legend, Amelia Davis, ed. Chronicle Books, 2019
- Meilleur livre art contemporain : Object of desire - surrealism and design : 1924 - today, Mateo Kries, ed. Vitra Design Museum, 2019

Films
- FILAF d'Argent : Etre Jérôme Bel, Sima Khatami et Aldo Lee, 2019, 79'
- FILAF d'Argent : Palimpsest of the Africa museum, Matthias De Groof en collaboration avec Mona Mpembele , 2019, 69'
- Prix spécial du Jury : The Poposal, Jill Magid, 2019, 83'
- Prix spécial du Jury : Book, paper, scissors, Hirose Nakano, 2019, 94'

## Salon du livre d'art:FILAF Artbook Fair
En 2016, le FILAF a créé, en marge du festival, la FILAF Artbook Fair. La première édition de ce salon s'est tenue du 24 au 26 juin 2016 au sein de l'église des Dominicains à Perpignan.
Véritable espace de rencontres entre les différents acteurs de l'édition et le grand public, la FILAF Artbook Fair offre un panorama inédit des pratiques éditoriales contemporaines liant l'art et l'impression : livre sur l'art, livre d'art, multiples, fanzines, catalogues, posters et projets inédits.
La FILAF Artbook Fair se veut un lieu d'expérimentation et de liberté. Conférences, performances, signatures, lectures, débats viennent rythmer ce nouveau rendez-vous en présence des artistes, des responsables de collections publiques, imprimeurs, collectionneurs, éditeurs, graphistes ou encore libraires.

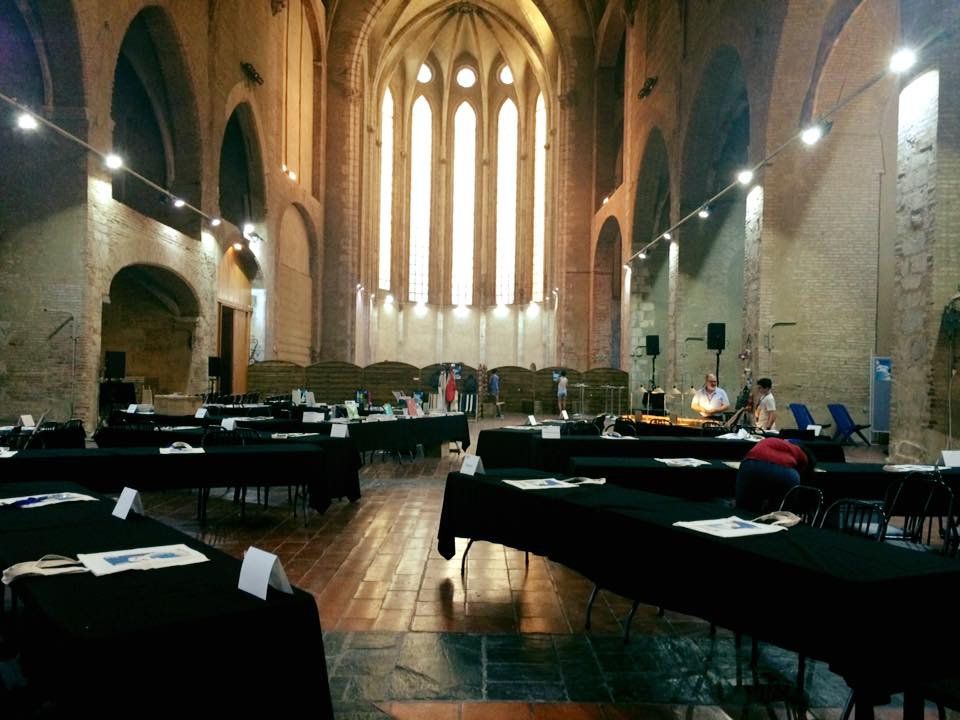
FILAF Artbook Fair 2016
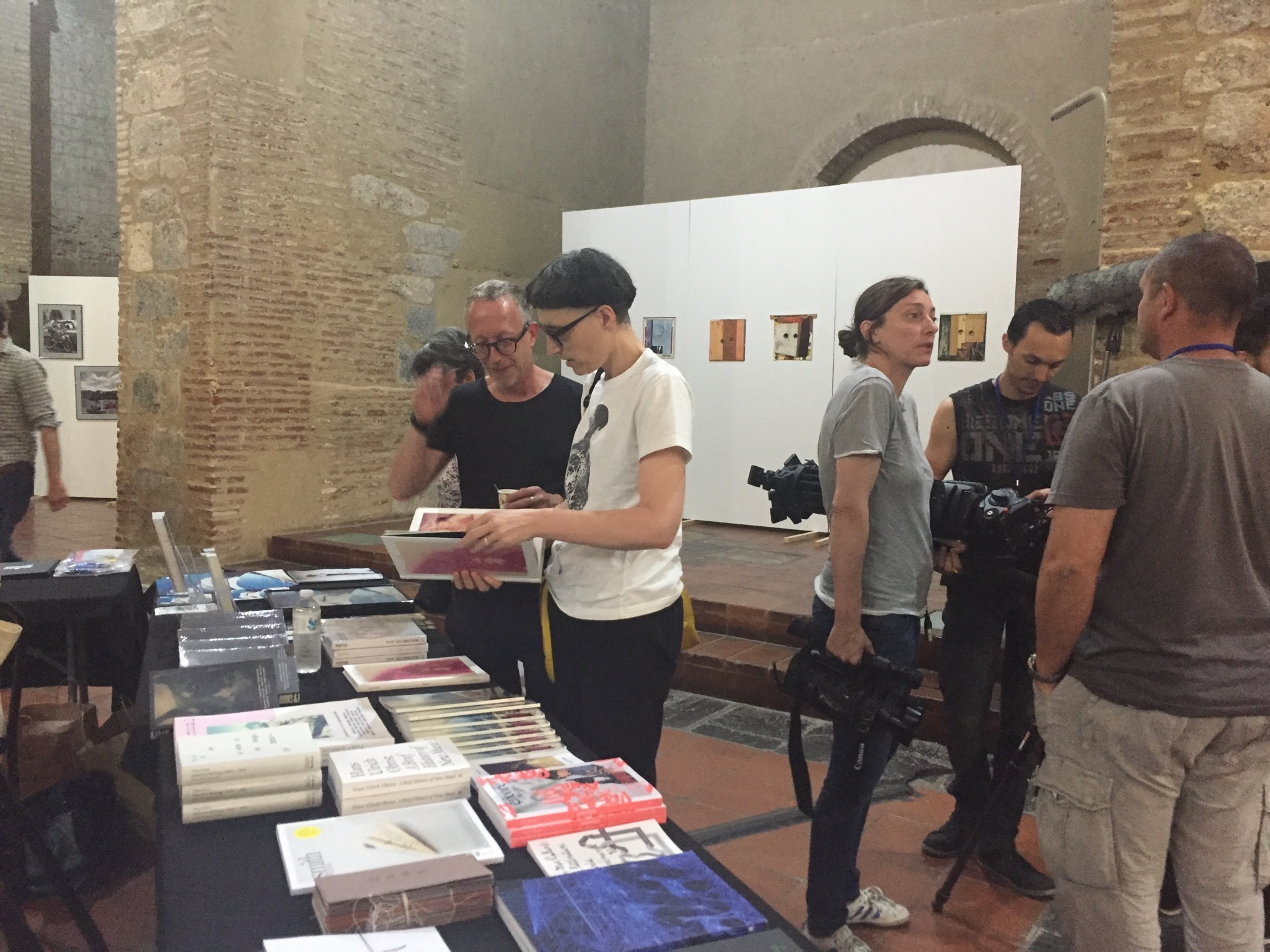
Matali Crasset (invitée d'honneur) à l'Artbook Fair 2016

## Publications: revuefilaf annual
filaf annual est une revue annuelle au sujet des livres et films sur d’art. Richement illustrée, elle développe une exploration de l’art à travers le prisme des livres et des films. Partant de l’attention portée par les artistes, historiens, conservateurs et le grand public aux supports diffusant l’image et la pensée sur l’art, la revue se construit comme une représentation des mécanismes de production et de réception de ceux-ci. Car en quantité comme en qualité, nous connaissons infiniment plus d’œuvres d’art à travers notre bibliothèque et les films que par leur fréquentation directe. Le monde de l’art vit ainsi de par le mécanisme de la représentation de l’art par ses acteurs et commentateurs. Déconstruisant le lien ambigu et passionnant entre art et modes de représentation de l’art, la revue développe une approche de l’actualité et de l’histoire des livres et films sur l’art érudite et approfondie.
La revue se compose d’une sélection d’articles, interviews et portfolios originaux. À l’heure où le livre devient un instrument de pouvoir déterminant pour les artistes, faisant ou défaisant des carrières, où il joue un rôle économique non négligeable dans les expositions, où il reste un objet de connaissance inégalé, la revue en témoigne de ses enjeux profonds. De là, la nécessité de multiplier les approches sur le sujet : témoignages directs, critiques, descriptions, extraits.
Au moment où le cinéma, la télévision et internet produisent des flots de vidéos et films construisant la représentation commune de l’art, la revue cherche à déconstruire les enjeux propres à l’image animée traitant d’art : Pourquoi ? Comment? Qui ? Cherchant principalement aux marges d’une production internationale parfois formatée, elle rend compte des efforts nombreux et superbes que des cinéastes font encore pour donner du sens aux œuvres d’art.
filaf annual développe des choix argumentés face à la production mondiale de livres et films sur l’art. Elle s’appuie sur des critiques, éditeurs, historiens, professionnels du domaine et partenaires constituant un comité de rédaction. La revue présente une sélection rigoureuse et informée.

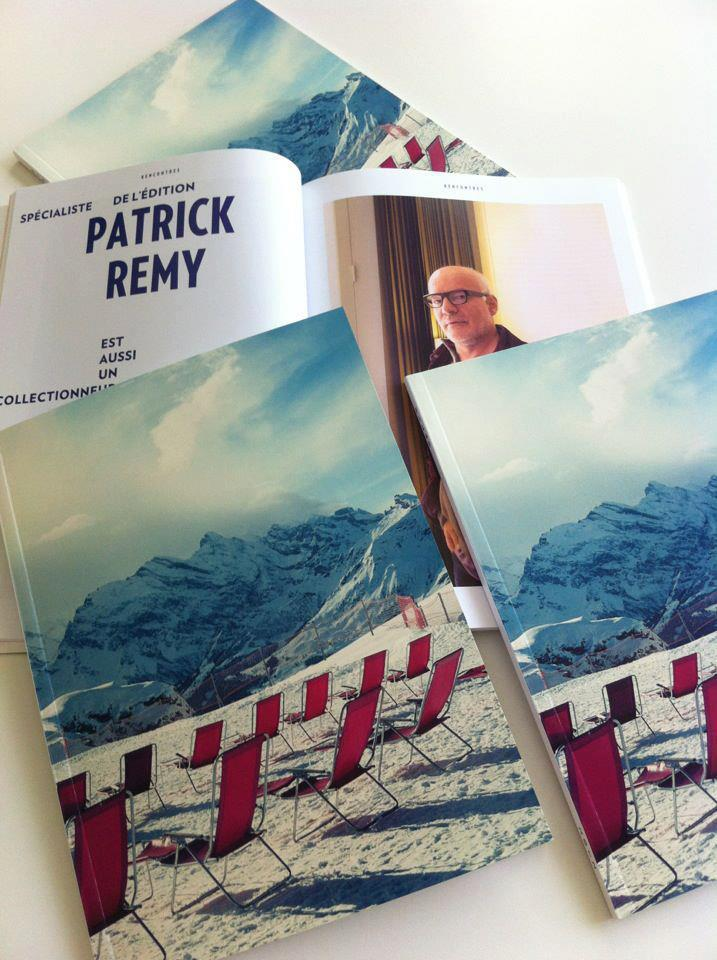
filaf annual #1 - 2012
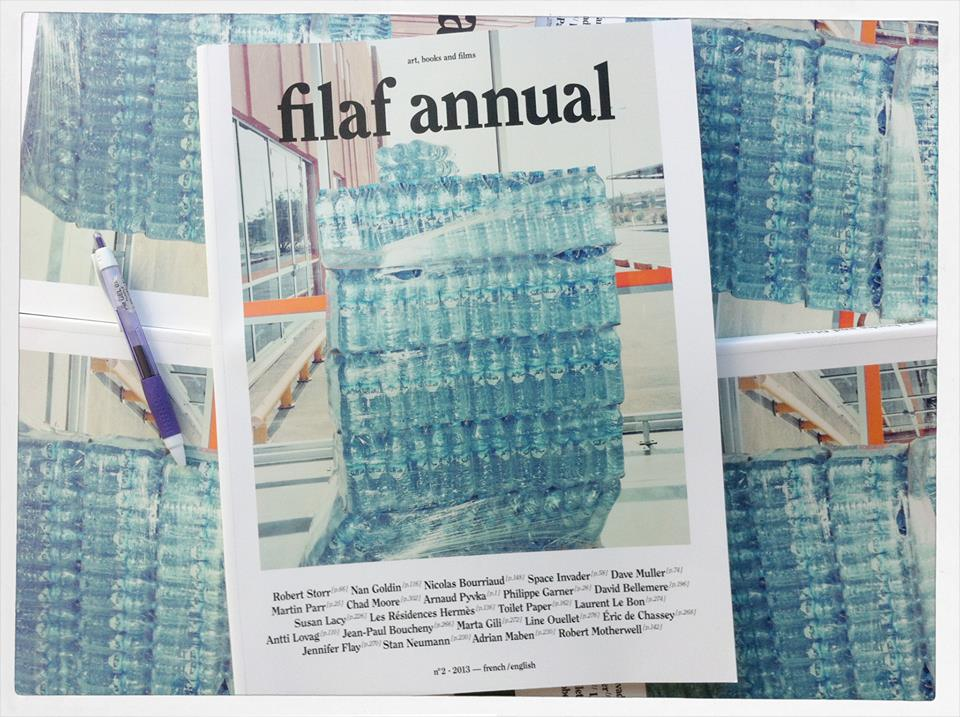
filaf annual #2 - 2013
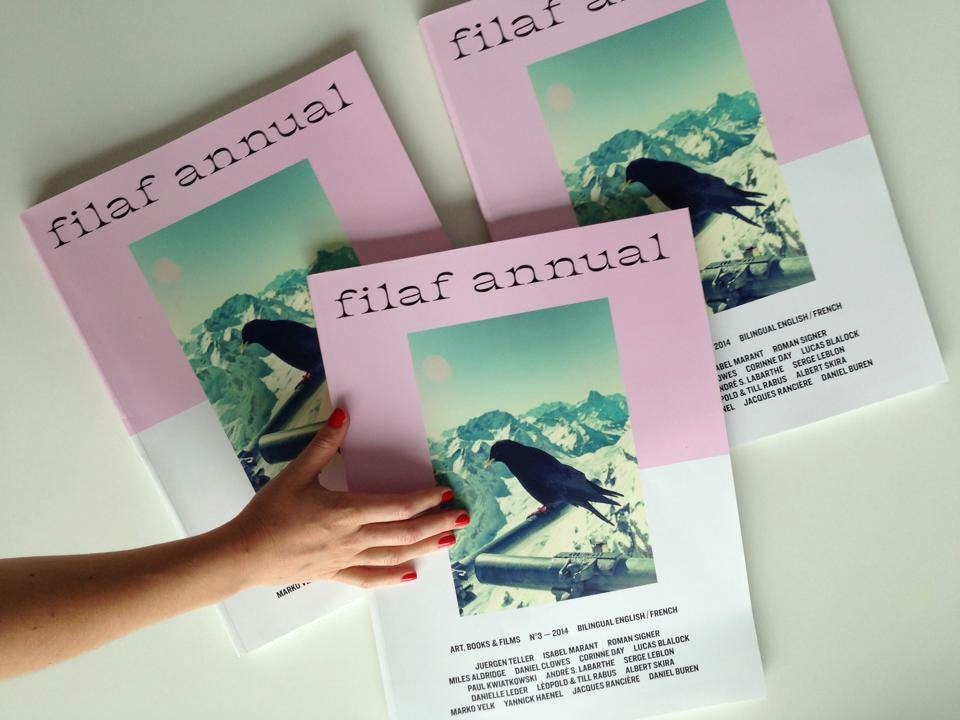
filaf annual #3 - 2014

## La Galerie / Librairie d'Art du FILAF
Poursuivant son effort en faveur de l’écrit, le FILAF a inauguré en juin 2014, durant la quatrième édition du festival, un espace à la fois galerie et librairie d'art. Ouverte à l’année, elle vient ainsi compléter l’offre régionale en présentant des expositions temporaires d’art contemporain. Elle invite des artistes choisis à produire des travaux mêlant littérature, cinéma et dessin. À travers des expositions, des résidences d’artiste et la production de micro-éditions associées, la Galerie du FILAF cherche à souligner les liens étroits que les artistes vivants entretiennent avec la littérature et cinéma. Au fur et à mesure des expositions se construit ainsi l’exploration d’un univers.
Poursuivant son effort en faveur de l’écrit, la librairie propose elle des revues comme Art Press, British Journal of Photography, ArtReview, Artforum, The Drawer, The Plat, Tapas ou encore Études photographiques.

.

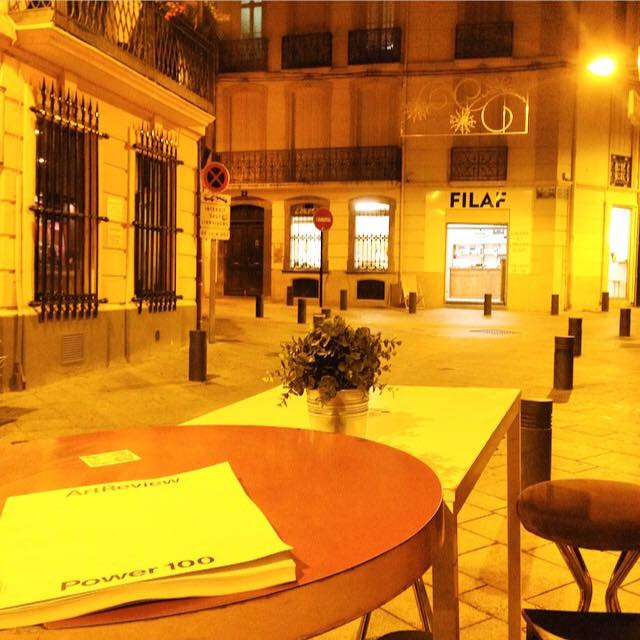
La Galerie Librairie d'Art du FILAF
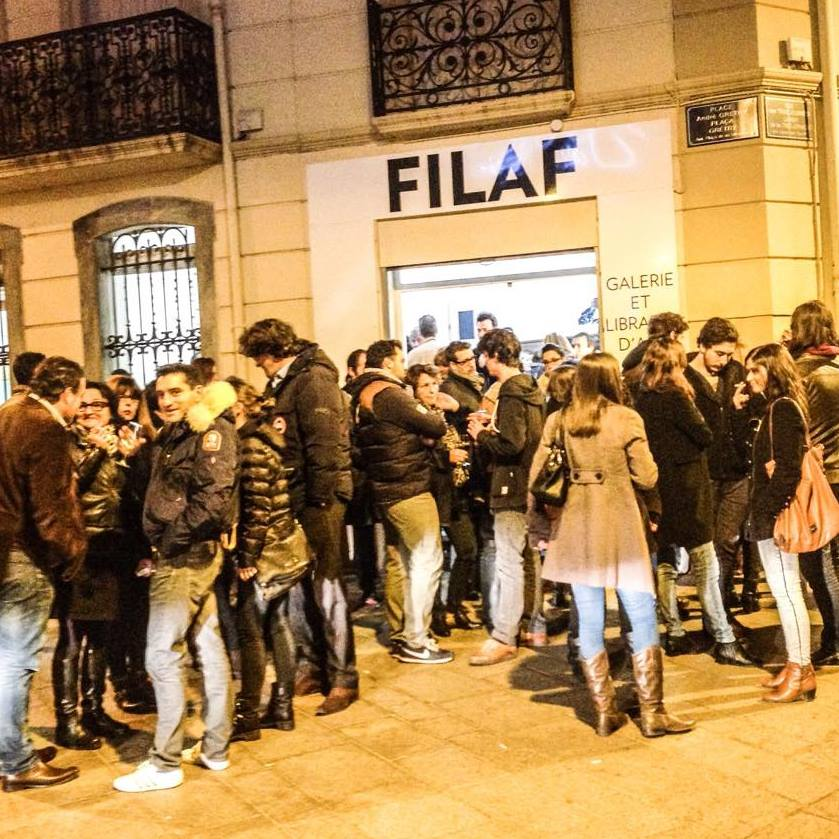
Parvis de la Galerie lors du vernissage de Abdelkader Benchamma, 12 décembre 2014
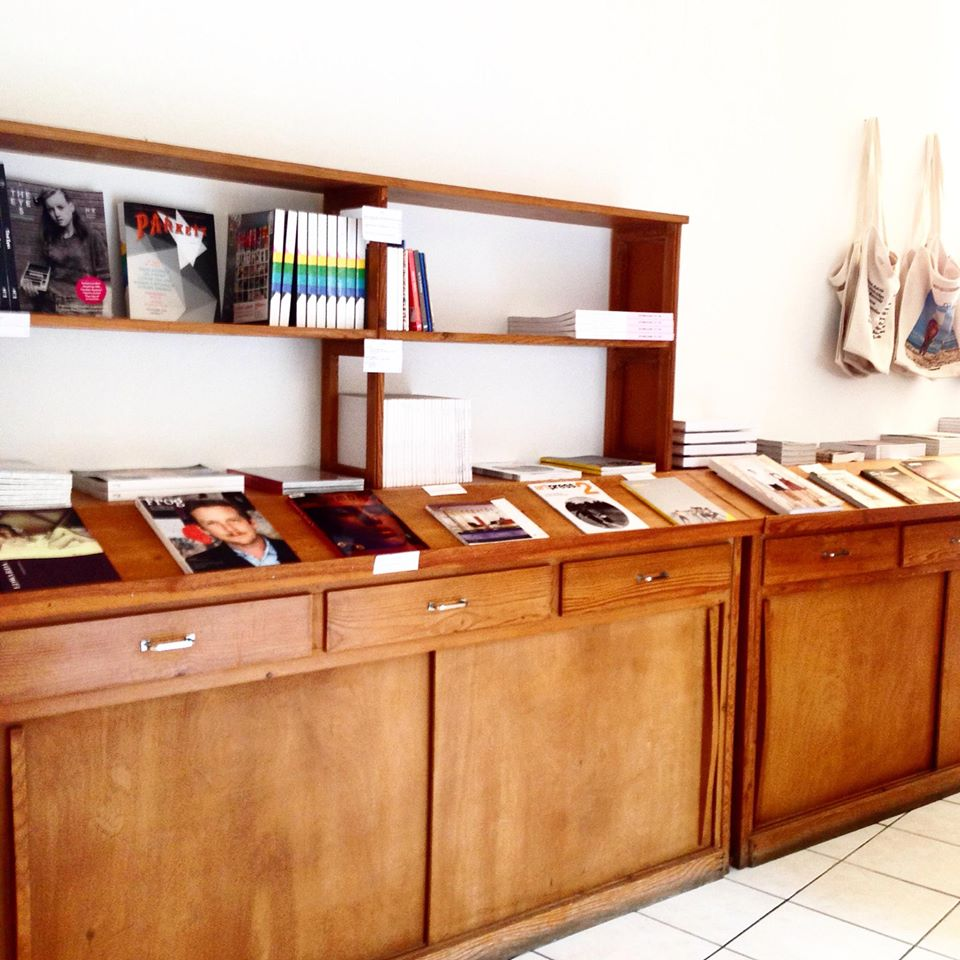
Les revues proposées au FILAF